# Benskinne
En benskinne er et stykke udstyr, som bæres på fronten af skinnebenet for at undgå skader. Den bruges normalt i sportsgrene som fodbold, baseball, ishockey, hockey, lacrosse, cricket, mountain bike-løb og lign. Dette skyldes regler i sportsgrenene eller sikkerhedsforanstaltninger. 

## Materialer
Moderne benskinne er lavet af mange forskellige syntetiske fibre, som ikke begrænser sig til at være:
- Glasfiber-armeret plast - stivt, robust, vejer lidt.
- Skumgummi - vejer meget lidt, men ikke så robust og solidt som glasfiber-armeret plast.
- Polyurethan - tungt og robust, hvilket giver beskyttelse mod fleste skader.
- Plastik - mindre beskyttende end andre benskinner.
- Metal - meget beskyttende, men meget tungt og ubehageligt.

| Sport | Spire Denne artikel om sport er en spire som bør udbygges. Du er velkommen til at hjælpe Wikipedia ved at udvide den. |